# Královské saúdské pozemní síly

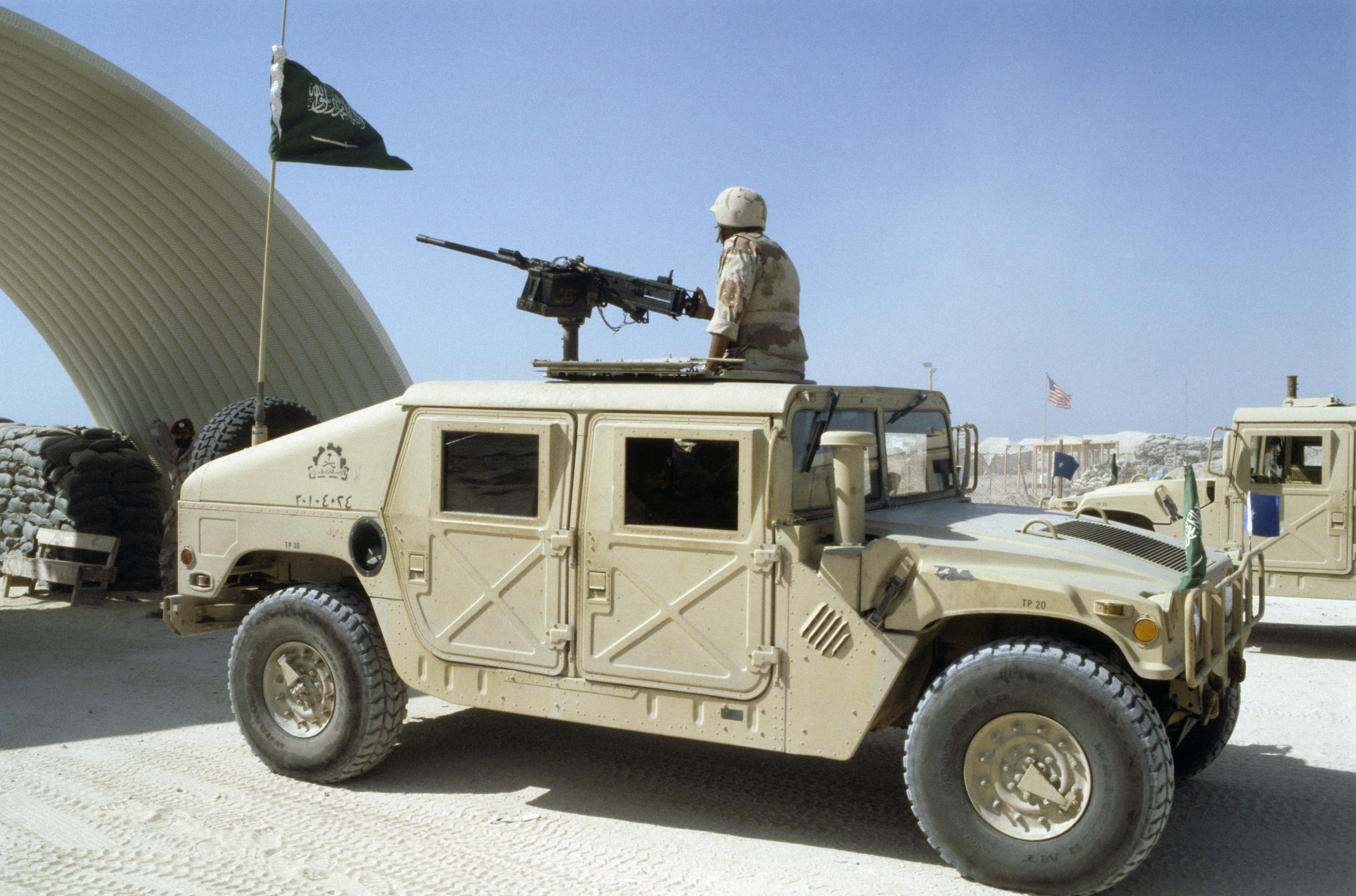
Ozbrojené vozidlo saúdské armády v Mogadišu

Královské saúdské pozemní síly (arabsky القوات البرية الملكية السعودية) jsou jednou ze složek ozbrojených sil Saúdské Arábie. Představují hlavní pozemní bojovou sílu Saúdské Arábie. V aktivní službě mají přibližně 150 000 vojáků. Jejich počátky sahají do roku 1932, ve kterém Saúdská Arábie vznikla. Bojovaly proti Izraeli v první arabsko-izraelské válce a jomkipurské válce a proti Iráku ve válce v Zálivu. Účastnily se též srážek na jemensko – saúdskoarabské hranici.